# Gare de La Rapée
Gare de La Rapée je zrušené překladové nádraží v Paříži ve 12. obvodu. Nádraží bylo v provozu od roku 1862 na trati spojující Paříž a Marseille.

## Lokace
Nádraží se nachází ve 12. obvodu v prostoru mezi tratí Petite Ceinture (gare de La Rapée-Bercy), Quai de Bercy, Rue Baron-Le-Roy a tratí Paris-Lyon – Marseille-Saint-Charles.

## Historie
Stanice La Rapée byla postavena v roce 1862. Sloužila především jako překladiště vína pro skladů Bercy. Takto fungovala až do 60. let 20. století. Poté byla stanice z větší části opuštěna. Dále sloužila částečně jako sklady a dílny.

## Projekt obnovy
V roce 2008 byl zveřejněn projekt výstavby nové čtvrti Bercy-Charenton, který původně počítal s demolicí celé stanice. Projekt byl posléze upraven a navrhuje úplné nebo částečné zachování spodních arkád (tří ze šesti). Horní část nádraží má být zničena zcela a nahrazena parkem. To vyvolalo obavy řemeslníků, kteří jsou v budově v pronájmu. Navrhují budovu zachovat s pokračováním řemeslné činnosti. Jiný plán podporuje myšlenku vzniku muzea dopravy podle vzoru London Transport Museum.